# Burning Tattoo
Burning Tattoo est une série manfra française d'Emmanuel Nhieu. Elle est publiée de 2016 à 2017 chez Ankama Éditions, dans la collection « Ankama Mangas ».
L'auteur avait imaginé une suite à la trilogie, mais les ventes étant insuffisantes, Ankama n'a pas renouvelé le contrat.

## Tomes
1. Tome 1, 2016, 192 p.  (ISBN 978-2-359-10937-5)
2. Tome 2, 2016, 192 p.  (ISBN 979-1-03-350006-3)
3. Tome 3, 2017, 188 p.  (ISBN 979-1-03-350436-8)